# Norbert Barlicki
Norbert Stanisław Barlicki (ur. 6 czerwca 1880 w Sieciechowie, zm. 6 sierpnia lub 27 września 1941 w Auschwitz-Birkenau) – polski działacz socjalistyczny, przywódca Polskiej Partii Socjalistycznej, publicysta, prawnik, nauczyciel.

## Życiorys
Syn Adolfa i Felicji z Kanarkiewiczów. Ukończył gimnazjum w Radomiu w 1900, a w 1904 r. podjął studia prawnicze na Cesarskim Uniwersytecie Warszawskim. W czasie studiów był prezesem koła studentów „Spójnia”. W okresie 1904–1905 zaangażował się jako redaktor „Przemysłowo-Handlowego Kuriera Sosnowieckiego”. W 1905 r. został osadzony w Cytadeli Warszawskiej. Po opuszczeniu więzienia udał się do Belgii, gdzie w Brukseli studiował socjologię. Dwa lata później powrócił do kraju i został redaktorem tygodnika „Wiecha”. Pracował także jako nauczyciel (do 1917), m.in. nauczał języka polskiego w Gimnazjum im. Wojciecha Górskiego w Warszawie. W międzyczasie w 1909 r. studiował w Petersburgu ekonomię.
Był członkiem Polskiej Partii Socjalistycznej od 1902, w latach 1904–1905 działał w organizacji PPS w Zagłębiu, w tym czasie był redaktorem „Przemysłowo – Handlowego Kuriera Sosnowieckiego”; potem w organizacjach Warszawy, Łodzi i Wilna. Podczas rozłamu partii w 1906 r. opowiedział się po stronie PPS-Lewica. Aresztowany po raz pierwszy przez carską policję w 1911 r. pod zarzutem działalności rewolucyjnej, został osadzony na Pawiaku. Wobec braku dowodów wypuszczono go na wolność. Po wybuchu I wojny światowej został członkiem PPS-Frakcja Rewolucyjna. Zajmował się wówczas problemami wsi, podejmując działania w Związku Chłopskim na rzecz programu niepodległościowego. Z ramienia Związku uczestniczył w Unii Stronnictw Niepodległościowych, a następnie Komitetu Naczelnego Zjednoczonych Stronnictw Niepodległościowych przekształconego następnie w Centralny Komitet Narodowy w Warszawie. Tego ostatniego był członkiem od listopada 1916 do lutego 1917. Przejściowo w 1915 członek władz PSL w Królestwie Polskim (uczestniczył w kongresie założycielskim).
Na XIII Zjeździe PPS w 1917 wybrany został do Centralnego Komitetu Robotniczego tej partii. Od maja 1916 do maja 1918 z ramienia PPS był radnym Warszawy. Był jednym z czołowych działaczy Komisji Porozumiewawczej Stronnictw Demokratycznych. Za wystąpienie przeciw narzucaniu traktatu brzeskiego i odczytanie deklaracji w sprawie wyborów do Rady Stanu, Barlicki został aresztowany 11 kwietnia 1918 i internowany w twierdzy modlińskiej. W czasie działalności konspiracyjnej posługiwał się pseudonimami Gedymin i Oskar.
Od grudnia 1916 r. do maja 1918 r. zasiadał w Radzie Miejskiej miasta stołecznego Warszawy.

### II Rzeczpospolita
Po odzyskaniu niepodległości pełnił obowiązki wiceministra spraw wewnętrznych w rządzie Jędrzeja Moraczewskiego od 17 listopada 1918 do 16 stycznia 1919 r. W wyborach do Sejmu Ustawodawczego (1919–1922) w 1919 r. uzyskał mandat posła listy nr 2 PPS z okręgu nr 16. Zasiadał m.in. w komisji rolnej, czy ds. żydowskich. W tym samym roku został wybrany do Rady Naczelnej PPS.
Podczas wojny polsko-bolszewickiej jako reprezentant PPS był członkiem Rady Obrony Państwa, uczestniczył w rokowaniach pokojowych w Mińsku i Rydze (od sierpnia 1920 do marca 1921). Podczas rozmów, w przeciwieństwie do Leona Wasilewskiego (drugiego reprezentanta PPS w delegacji) opowiedział się przeciwko programowi federacyjnemu Józefa Piłsudskiego, a po stronie inkorporacyjnego stanowiska centroprawicy reprezentowanego przez Jana Dąbskiego i Stanisława Grabskiego.
W wyborach do sejmu I kadencji w 1922 r. uzyskał mandat posła z okręgu Warszawa. Zasiadał wówczas w komisji spraw zagranicznych oraz Nadzwyczajnej Komisji Głównej. Wybrano go także w wyborach 1928 i 1930, w ramach Związku Parlamentarnego Polskich Socjalistów (w okresie 1920–1926 był przewodniczącym klubu ZPPS).
Od 13 lutego 1926 roku zastąpił Jędrzeja Moraczewskiego na stanowisku ministra robót publicznych w rządzie Aleksandra Skrzyńskiego. Urząd ten pełnił do 20 kwietnia 1926. Jako minister od początku urzędowania zabiegał o zwiększenie funduszy na roboty publiczne, co miało zaowocować ograniczeniem bezrobocia. Podjęte przez niego starania przyniosły efekty w postaci zwiększenia potrzebnych środków, co zapisano 25 marca 1926 r. w prowizorium budżetowym, jednak tylko na kolejny miesiąc, które sejm uchwalił cztery dni później. Doprowadziło to do konfliktu, którego efektem było opuszczenie przez PPS koalicji rządowej. Barlicki podał się do dymisji, a nowego ministra nie powołano. Kierownikiem resortu został Mieczysław Rybczyński.
Zamach majowy skłonił Barlickiego przejścia do opozycji wobec piłsudczyków. W 1929 r. aktywnie zaangażował się w działalność Centrolewu, za co w nocy 9/10 września 1930 roku został aresztowany i osadzony w twierdzy w Brześciu. Zwolniono go za kaucją 2 grudnia 1930 roku. W wyborach parlamentarnych 1930 wybrany na posła z listy nr 7 w Warszawie. Został oskarżony w procesie brzeskim o przygotowanie zamachu na drodze przemocowego obalenia rządu. Następnie w 1932 r. skazano go na dwa i pół roku więzienia. Po uprawomocnieniu wyroku 5 października 1933 wygasł jego mandat poselski. Wyrok odbywał razem ze Stanisławem Dubois w więzieniu mokotowskim (od 25 listopada 1933 do 8 maja 1934). Dopiero 31 października 1939 r. na mocy dekretu prezydenta Władysława Raczkiewicza, Barlicki odzyskał prawa obywatelskie, ordery oraz honor.

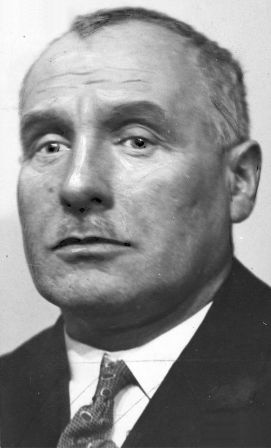
Norbert Barlicki 1930

Po rozłamie, w 1928 w wyniku którego powstała PPS dawna Frakcja Rewolucyjna, stanął na czele Tymczasowego Komitetu Organizacyjnego Warszawskiego OKR PPS i przewodniczył okręgowi warszawskiemu do 1931, a następnie od 1933 do 1934. W 1935 pełnił funkcję wiceprzewodniczącego Warszawskiego OKR PPS.
Na XXIV Kongresie PPS w 1937 został wybrany do Rady Naczelnej PPS, ale od 1937 nie był wybierany do władz organizacji warszawskiej (Warszawski OKR).
Powodem była „jednolitofrontowa” postawa Barlickiego. W 1936 odpowiadając na inicjatywę KPP podjął udaną próbę zorganizowania redakcji „Dziennika Popularnego”. Pierwszy numer pisma ukazał się 16 października 1936. Po utworzeniu zespołu redakcyjnego, został jego redaktorem naczelnym (zastępcą był Stanisław Dubois, a współpracownikami: Wiktor Grosz, Julian Hochfeld, Wanda Wasilewska, Emil Zegadłowicz). Pismo w dniu 3 marca 1937 zostało zamknięte przez władze administracyjne.

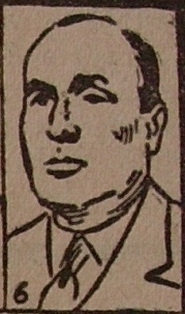
Rysunek przedstawiający Norberta Barlickiego opublikowany w gazecie „Rozwój” z dnia 4 listopada 1931, przy okazji trwającego procesu brzeskiego

W 1937 został wybrany przez Radę Miejską na prezydenta Łodzi, ale nie objął stanowiska z powodu niezatwierdzenia wyboru przez władze państwowe z premierem Sławojem F. Składkowskim na czele oraz rozwiązania Rady Miejskiej. Tego samego roku nakładem Stowarzyszenia Byłych Więźniów Politycznych ukazała się w Warszawie biografia Aleksander Dębski. Życie i działalność 1857-1935 autorstwa Barlickiego.

### II wojna światowa
W czasie okupacji niemieckiej był jednym z organizatorów lewicowych grup PPS do walki z okupantem będąc w zdecydowanej opozycji do konspiracyjnej PPS (WRN), związanej ze Związkiem Walki Zbrojnej (ZWZ) uznawanym przez Barlickiego za organizację sanacyjną. Nawiązał kontakty z Centralnym Komitetem Organizacji Niepodległościowych. Wraz z Adamem Kuryłowiczem, Piotrem Gajewskim i Marianem Kubickim oraz ludowcem Edwardem Wieczorkiem wydawał konspiracyjne pismo „Chłop i Robotnik”, jako organ Związku Chłopów i Robotników.
Aresztowany przez Gestapo 21 kwietnia 1940. 7 stycznia 1941 został osadzony w niemieckim obozie koncentracyjnym Auschwitz, gdzie kierował PPS-owską organizacją ruchu oporu Bojowa Organizacja PPS. Zmarł z wycieńczenia 27 września 1941.
Był współredaktorem „Robotnika”.

## Życie prywatne
Barlicki był trzykrotnie żonaty. Jego pierwszą żoną była Jadwiga z domu Żukowską, z którą ożenił się w 1903 r. Następną została Stanisława z domu Kulska, z którą ożenił się w 1922 r. Ostatnią żoną była Helena z Tarnowiczów, którą poślubił w 1927 roku.

## Barlicki jako patron
Imię Norberta Barlickiego noszą:
- Samodzielny Publiczny Zakład Opieki Zdrowotnej Uniwersytecki Szpital Kliniczny nr 1 Uniwersytetu Medycznego w Łodzi (do 1939 – im. Prezydenta Ignacego Mościckiego);
- plac w Łodzi;
- Niewielki statek pływający w Krynicy Morskiej (ok. 1962);
- ulice w: Będzinie, Bielsku-Białej, Bytomiu, Czechowicach-Dziedzicach, Częstochowie, Gliwicach, Gubinie, Iławie, Jeleniej Górze (Cieplice), Katowicach, Kątach Wrocławskich, Koszalinie, Krakowie, Kutnie, Łaziskach Górnych, Nowym Sączu, Opolu, Radomiu, Siemianowicach Śląskich, Sokółce, Szczecinie, Świętochłowicach, Świnoujściu, Tomaszowie Mazowieckim, Wałbrzychu, Warszawie[20], Wrocławiu, Zgierzu. W Gdańsku-Wrzeszczu w 1946 imieniem Barlickiego nazwano dawną Bahnhofstraße (Dworcową). Władze zmieniły jednak nazwę na Juliana Marchlewskiego. Obecnie Romana Dmowskiego.

Imię Barlickiego nosiły:
- nieistniejące Zakłady Przemysłu Wełnianego „NORBELANA” w Łodzi.
- Od 1947 do 1948 jego imię nosił również Dzielnicowy Komitet PPS w Państwowych Zakładach Przemysłu Bawełnianego Nr 1 w Łodzi.

## Odznaczenia
- Order Krzyża Grunwaldu I Klasy[21], pośmiertnie na mocy uchwały Krajowej Rady Narodowej z 3 stycznia 1945 roku

## Ważniejsze prace
- Proletariat, Warszawa 1947[22]
- Wybór przemówień i artykułów z lat 1918–1939, oprac. J. Tomicki, Warszawa 1964
- Muszą zamilknąć spory na lewicy. Wybór pism, wstęp i wybór J. Tomickiego, Warszawa 1980